# Ormyrus flavipes
Ormyrus flavipes is een vliesvleugelig insect uit de familie Ormyridae. De wetenschappelijke naam is voor het eerst geldig gepubliceerd in 1981 door Boucek.